# Tammo Sypkens
Tammo Sypkens (Groningen, 27 april 1780 - Zuidbroek, 12 november 1842) was een Nederlands politicus en een Groninger.
Sypkens was de zoon van een hoogleraar, die lid was van de eerste en tweede Nationale Vergadering. Hij doorliep met veel gemak zijn rechtenstudie en bestudeerde ook de filosofie, waaronder de Duitse filosofie. Hij heeft in die tijd meegeholpen aan het Magazyn voor de critische wijsgeerte, dat tussen 1799 en 1803 in Amsterdam werd uitgegeven, en was nadien advocaat, rechter en officier van justitie. Hij stelde zich in de politiek conservatief op en stelde zich in beide Kamers te weer tegen staatkundige en maatschappelijke hervormingen. Sypkens werd in 1821 tot Tweede Kamerlid gekozen, was in 1833 voorzitter van de Tweede Kamer en werd in 1834 door koning Willem I benoemd tot lid van de Eerste Kamer. Hij was volgens de overlevering een gemoedelijke man, aangenaam gezelschap en goedhartig.
- Biografisch Portaal: 89852103
- Digitale Bibliotheek voor de Nederlandse Letteren: sijp001
- International Standard Name Identifier: 0000 0003 9371 9921
- Nederlandse Thesaurus van Auteursnamen: 06846763X
- Parlement.com: vg09lls7xmzd
- Virtual International Authority File: 288037817
- WorldCat: E39PBJrKYfDrGGTkHjVty4xbh3